# Laudes
As Laudes são uma das horas litúrgicas da Liturgia das Horas, celebrada de manhã. O seu nome completo é Laudes matutinas, que significa louvores da manhã.
Juntamente com as Vésperas, é um dos pólos do Ofício quotidiano (Instrução Geral da Liturgia das Horas, 37), sendo por isso uma das horas que os cristãos mais insistentemente são convidados a celebrar, na medida das suas possibilidades (IGLH 40). Os clérigos têm a obrigação de rezar todas as horas litúrgicas, mas tal obrigação recai sobretudo sobre Laudes e Vésperas, que não devem ser omitidas, "a não ser por motivo grave" (IGLH 29)

## Sentido das Laudes
A oração de Laudes destina-se a santificar o tempo da manhã, consagrando a Deus os primeiros movimentos e a actividade de todo o dia que começa.
Além disso, evoca a Ressurreição de Cristo, a que a hora matutina desde sempre está associada.

## Esquema da celebração de Laudes
- Quando é a primeira ação litúrgica do dia, as Laudes inicia-se com Abri meus lábios, ó Senhor e Minha boca anunciará o seu louvor; em seguida se recita o salmo 94 com sua antífona, podendo ser substituído pelo salmo 23 ou 66 ou 99 (porém, quando esse salmo aparece em alguma das horas, obrigatoriamente deve-se rezar o salmo 94).
- Invocação inicial (usada quando se reza o Ofício das Leituras antes das Laudes): Vinde, ó Deus, em meu auxílio, socorrei-me sem demora… e Glória.
- Hino correspondente do tempo litúrgico.
- Salmodia; um salmo matutino (que refere a hora matinal), um cântico do Antigo Testamento e um salmo de louvor, cada um com a respectiva antífona.Trecho do Cânticos dos três jovens conforme a Liturgia das Horas
- Leitura breve (retirada da Bíblia), a que se pode seguir tempo de silêncio ou uma breve homilia.
- Ou uma Leitura Longa tirada do Ofício das Leituras.
- Responsório breve: versículos em forma alternada, como resposta à leitura.
- Cântico evangélico: o Cântico de Zacarias, ou Benedictus (Lucas 1:68–79), com a sua antífona.
- Preces: orações de súplica a Deus, semelhantes à oração dos fiéis da Missa, que têm a forma de invocações a Deus para consagrar-Lhe o dia.
- Pai Nosso.
- Oração conclusiva, na celebração comunitária proferida pelo presidente.
- Bênção e despedida.